# Erarico
Erarico (Heraric, Ariaric; ... – settembre-ottobre 541) fu re degli Ostrogoti di origine rugia per alcuni mesi nel 541, durante la guerra greco-gotica.

## Biografia
Alla morte di re Ildibaldo (maggio 541), ucciso durante un banchetto da un guerriero gepido, i Goti erano estremamente smarriti e indecisi sulla scelta del nuovo re. La questione fu risolta in modo inaspettato dai Rugi, che si erano federati agli Ostrogoti dopo la sconfitta di Odoacre: i Rugi, che non si erano mai amalgamati con gli Ostrogoti, ma che avevano mantenuto una loro forte identità come popolo separato nell'Italia settentrionale, colsero l'occasione per proclamare re Erarico, il più nobile tra di essi. I Goti furono infastiditi dalla presunzione dei Rugi, ma in ogni caso riconobbero Erarico come re, presumibilmente perché non c'era nessuno tra di loro che era adatto al trono e che potesse trovare un comune accordo.
Come suo primo atto, Erarico convocò un consiglio e riuscì a persuadere i Goti ad acconsentire all'invio di un'ambasciata a Costantinopoli allo scopo di proporre la pace alle stesse condizioni che l'imperatore Giustiniano aveva offerto a Vitige. Ma il vero obiettivo di Erarico era un altro: selezionò come propri ambasciatori suoi uomini di fiducia e diede loro istruzioni segrete per informare privatamente Giustiniano che era preparato, in cambio del patriziato e una grossa somma di denaro, ad abdicare e consegnare il Nord Italia all'Impero.
Allo stesso tempo non si impegnò in nessuna nuova azione militare, come pure gli avversari bizantini; ma ben presto i Goti si pentirono della scelta fatta e iniziarono a rimpiangere l'energia di Ildibaldo, che aveva iniziato una fase di riscossa contro il nemico. Alla ricerca di un degno successore, i nobili goti pensarono a Totila, nipote di Ildibaldo, giovane non ancora trentenne, ma che aveva acquisito una certa reputazione per energia e intelligenza. Questi era stato nominato comandante della guarnigione di Treviso, e dopo l'assassinio di suo zio, disperando per la causa gotica, aveva segretamente aperto trattative con Ravenna, offrendo di consegnare la città; aveva già fissato il giorno della resa, quando ricevette un messaggio dai nobili goti che cospiravano contro Erarico, che lo invitava a diventare il loro re. Totila riuscì a nascondere il suo proposito di resa al nemico e accettò la proposta, a condizione che Erarico fosse ucciso prima di un determinato giorno, proprio quello in cui si era impegnato a far entrare i Bizantini in città. Erarico  fu debitamente ucciso dai cospiratori e Totila salì al trono (settembre-ottobre 541).